# Pomona, Kansas
Pomona är en ort i Franklin County i Kansas. Vid 2020 års folkräkning hade Pomona 884 invånare.